# سیارک ۲۱۵۱۶
سیارک ۲۱۵۱۶ (به انگلیسی: 21516 Mariagodinez، نامگذاری:1998KS51) بیست و یک هزار و پانصد و شانزدهمین سیارک کشف شده‌است که در ۲۳ مه ۱۹۹۸ کشف شد.
قدر مطلق سیارک برابر ۱۴٫۰ است.